# Bursaspor Basketbol
El Bursaspor Basketbol, conocido por motivos de patrocinio como Frutti Extra Bursaspor es un equipo de baloncesto turco con sede en la ciudad de Bursa, que compite en la BSL, la primera división de su país. Disputa sus partidos en el Bursa Atatürk Sport Hall, con capacidad para 3,500 espectadores.
Es la sección de baloncesto del club polideportivo Bursaspor.

## Posiciones en liga
| Temporada | Nivel | Liga | Pos. | Balance | Copa de Turquía |
| --------- | ----- | ---- | ---- | ------- | --------------- |
| 2017–18   | 2     | TBL  | 2º   |         |                 |
| 2018–19   | 2     | TBL  | 1º   | 25–5    |                 |
| 2019–20*  | 1     | BSL  | 9º   | 11–12   |                 |

*Temporada suspendida por la pandemia de COVID-19

## Palmarés
- TB2L
  - Finalista: 2016
  - Campeón Grupo B: 2016

## Jugadores destacados
| - Karlo Vragović - Dejan Borovnjak - Semih Akdemir - Müfit Can Alp - Yunus Çankaya - Kadir Cipa - Cem Coşkun - Mete Doğan | - Şahin Ekmen - Ismail Gülmez - Erdem İlter - Melih Kapucu - Serhan Kavut - Faik Can Nurkan - Okan Özpamir - Cihad Şahin | - Özgür Şahin - Oğuzhan Şan - Onur Sonsırma - Oğuzhan Sungur - Salih Uğraşan - Can Uzun - Mehmet Ali Yatağan |